# Cho Henshin CosPrayers
Cho Henshin CosPrayers (超変身コス∞プレイヤー, Super Transformação CosPrayers!) é uma série de anime produzida pelo estúdio m.o.e., e é composta por 22 episódios com cerca de 10 minutos cada. Também é um "crossover" com duas outras séries: Love Love? e Hit wo Narae, produzidas pelo mesmo estúdio.
Cosprayers conta a história de cinco sacerdotisas que lutam contra monstros que ameaçam a cidade.
O nome do anime é uma abreviação de Cosmopolitan Prayers, mas também é um trocadilho com a palavra Cosplayers, pelo fato de que nos outros animes citados, os personagens principais são atrizes, e fazem o papel das sacerdotisas no super-sentai "CosPrayers".